# Elecciones estatales de Baviera de 1970
Las Elecciones estatales de Baviera de 1970 se llevaron a cabo el 22 de noviembre de ese año.
En Baviera la CSU ganó 8,3 puntos y 14 escaños.
Los socialdemócratas del SPD perdieron casi 3 puntos y 9 escaños. La segunda fuerza se encontraba a 23,1 puntos de la primera.
Los liberales ganaron medio punto y consiguieron representación parlamentaria (10 escaños).
El NPD se desplomó: pasó del 7% al 3% y perdió todos sus escaños (15). También pasaron de ser la tercera fuerza política a ser la cuarta.
Para estas elecciones continuó en vigor una ley electoral distinta a la cláusula del cinco por ciento, en donde un partido debía obtener el 10% de los votos en al menos un distrito electoral para obtener representación parlamentaria. Esta sería la última elección realizada bajo este sistema, ya que para los comicios de 1974 se introdujo la cláusula del cinco por ciento.
Los resultados fueron:
| Partido Político | Partido Político                    | Porcentaje | Escaños |
| ---------------- | ----------------------------------- | ---------- | ------- |
|                  | Unión Social Cristiana de Baviera   | 56,4       | 124     |
|                  | Partido Socialdemócrata de Alemania | 33,3       | 70      |
|                  | Partido Liberal de Alemania         | 5,6        | 10      |
|                  | NPD                                 | 2,9        | 0       |
|                  | Partido de Baviera                  | 1,3        | 0       |
|                  | Partido Comunista Alemán            | 0,4        | 0       |